# 278141 Tatooine
278141 Tatooine è un asteroide della fascia principale. Scoperto nel 2007, presenta un'orbita caratterizzata da un semiasse maggiore pari a 2,3710677 UA e da un'eccentricità di 0,1465587, inclinata di 2,10589° rispetto all'eclittica.
L'asteroide è dedicato all'omonimo pianeta immaginario dell'universo fantascientifico di Guerre stellari.